# Sweetwater Mountains
Sweetwater Mountains, také Sweetwater Range, je pohoří na východě Kalifornie, v Mono County a částečně i v Lyon County, v západní Nevadě. Nejvyšší horou pohoří je Mount Patterson.
Sweetwater Mountains je součástí západní části Velké pánve.
Leží severně od jezera Mono Lake. Podél západního konce pohoří prochází silnice U.S. Route 395. Sweetwater Mountains je tvořeno hlubinnými a vulkanickými horninami, především granitem, ryolitem a bazaltem.
Pohoří a okolí je součástí státního lesa Humbolt-Toiyabe National Forest.
Sweetwater Mountains je také spojené s těžbou nerostných surovin.